# Platyhypnidium mac-owanianum
Platyhypnidium mac-owanianum là một loài Rêu trong họ Brachytheciaceae. Loài này được (Paris) M. Fleisch. miêu tả khoa học đầu tiên năm 1923.